# اون جانسون (بازیکن فوتبال)
اون جانسون (انگلیسی: Owen Johnson؛ ۱۳ نوامبر ۱۹۱۹ – ۶ اوت ۲۰۰۱) بازیکن فوتبال اهل بریتانیا بود.
از باشگاه‌هایی که در آن بازی کرده‌است می‌توان به باشگاه فوتبال شروزبری تاون اشاره کرد.